# Hellegrundsberg
Der Hellegrundsberg ist ein 276 m ü. NHN hoher Berg im Teutoburger Wald bei Bielefeld-Senne.

## Geographie
Der Berg liegt im Östlichen Teutoburger Wald. Im Norden befindet sich der „Holtkamp“ und der Ebberg (309,5 m), östlich der Eisgrundsberg (268,9 m), südlich der Behrendtsgrund, im Westen der Jostmeiers Berg (260,5 m) mit Zwergental und Zwergenhöhle.